# Zusters van Overijse-Mechelen
Die Kongregation der Diocesane Zusters van Overijse-Mechelen ist ein katholischer Frauenorden, der am 15. April 1967 aus einer Fusion der Zusters van Liefde of Dochters van Maria van Mechelen, der Augustinessen Zwartzusters van Mechelen und der Dochters van de Onbevlekte Ontvangenis van Overijse entstand. Da die drei Gemeinschaften keine Gemeinsamkeit hatten und so auch jede Identifikation verloren, geriet sie sehr bald in eine schwere Krise und viele der Schwestern traten aus. Ihre Aufgaben fand die neue Kongregation im Schulwesen, der Krankenpflege, sonstigen sozialen Diensten und der Pfarrseelsorge. Zählte die Kongregation bischöflichen Rechtes im Jahre 1967 noch 180 Schwestern in 14 Häusern, so waren sie 1996 noch in ihrem Mutterhaus in Overijse und in den Filialklöstern in Overijse, Mechelen und Belaar tätig. 1998 gehörten der Kongregation noch etwa 40 Schwestern an.